# Cimetière Saint-Urbain

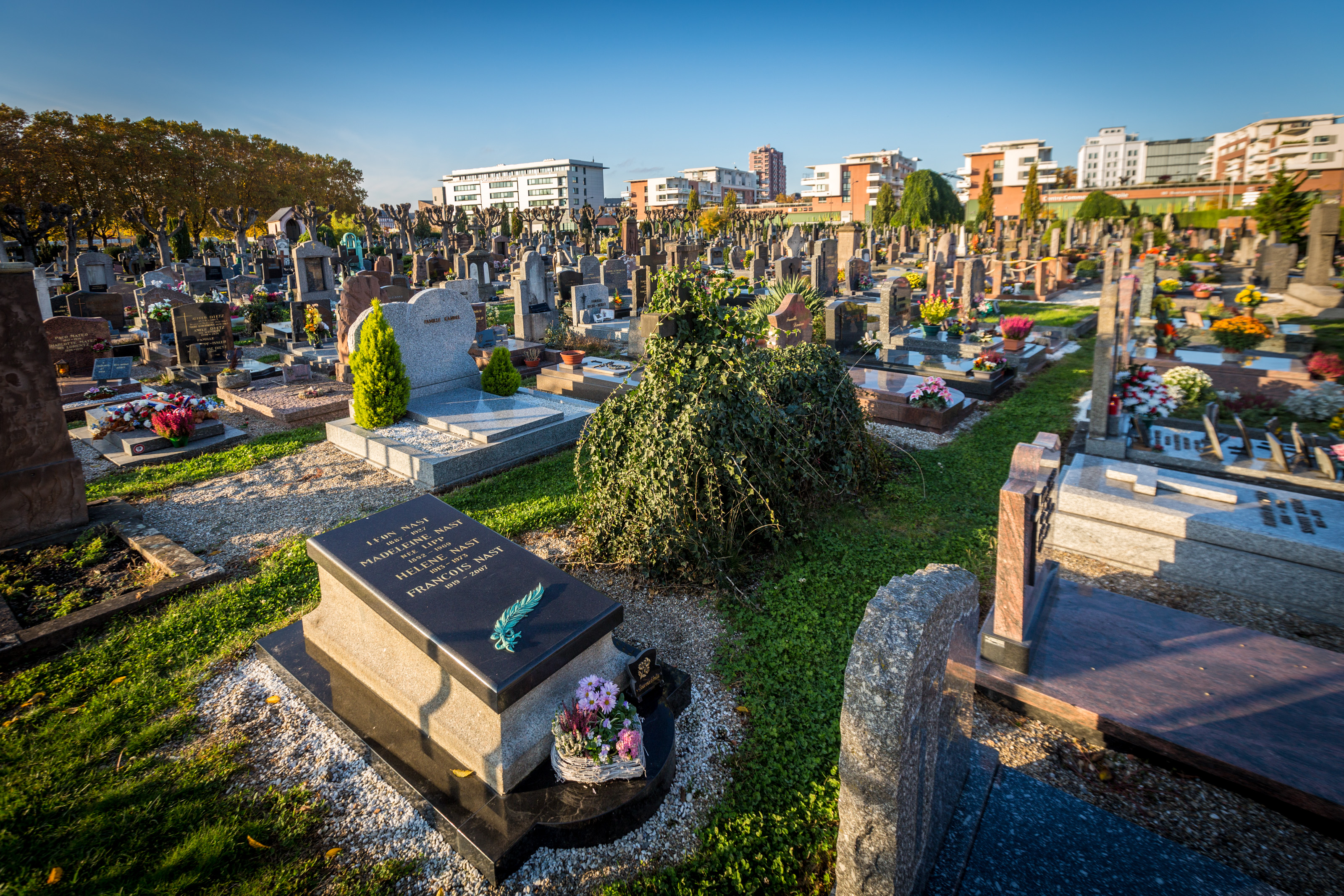
Ansicht des Friedhofs

Der Cimetière Saint-Urbain ist ein Friedhof im Stadtteil Neudorf der Stadt Straßburg.

## Geschichte
1527 verfügte der Magistrat der Stadt Straßburg aus hygienischen Gründen die Schließung der innerhalb der Stadt gelegenen Kirchhöfe und schuf außerhalb der Mauern drei neue Begräbnisplätze. Einer davon befand sich am Standort des 1475 aufgegebenen Dominikanerinnenklosters Saint-Jean-aux-Ondes in der Kurbau, einem Gemüseanbaugebiet zwischen der Route du Rhin und der heutigen Zitadelle. Da er mit dem Bau der Zitadelle in den Jahren 1682 bis 1684 innerhalb des militärischen Bereichs zu liegen kam, wurde er an den heutigen Standort in die sog. Urbansau verlegt. Woher der Name kommt, ist unklar. Eine Kapelle Saint-Urbain ist nicht belegt. Von dem Quartier erhielt der Friedhof aber seinen Namen.
Ein Teil der Fläche war für die Katholiken der Kathedralgemeinde bestimmt, seit 1688 auch für die Pfarrgemeinden von Saint-Étienne und Saint-Louis. Mit steigendem Anteil der Katholiken an der Gesamtbevölkerung erwies sich dieser Teil bald als unzureichend. 1765/66 belegten Katholiken etwa die Hälfte des ursprünglichen Friedhofs. 1852 kaufte die Stadt angrenzende Gärten auf, um das Begräbnisfeld zu vergrößern. Zu diesem Zeitpunkt fanden auf dem Friedhof etwa 650 Beerdigungen pro Jahr statt.
Der Eingang befand sich ursprünglich auf der Avenue du Rhin. 1913 wurde er an die Rue du Polygone verlegt. Stadtbaumeister Fritz Beblo schuf dazu einen neuen Eingangspavillon im antikisierenden Stil mit Pilastern und Säulen. Der Bau der Umgehungsstraße Süd machte 1989 die Neugestaltung eines Teils notwendig.

## Grabstätten (Auswahl)
- Friedrich Goltz (1834–1902), deutscher Physiologe
- Francisco Mateo (1917–1979), spanisch-französischer Fußballspieler und -trainer
- Marie-Georges Picquart (1854–1914), französischer Offizier, Kriegsminister und Beteiligter in der Dreyfus-Affäre
- Julius Friedrich Emil Rathgeber (1833–1893), deutscher evangelischer Geistlicher und Landeshistoriker des Elsass
- Karl Ludwig Schulmeister (1770–1853), Spion im Dienst Napoléon Bonapartes
- Ernest Wickersheimer (1880–1965), französischer  Arzt, Medizinhistoriker und Bibliothekar